# Título de incógnito
Un título de incógnito es aquel que adoptan los reyes y otros miembros de la realeza en sus viajes y desplazamientos cuando desean pasar inadvertidos y/o no ser tratados con el protocolo que les correspondería por su posición.
El Diccionario de la lengua española contiene la siguiente entrada al respecto:

de incógnito
1. loc. adv. U. [locución adverbial usada] para significar que una persona constituida en dignidad quiere pasar como desconocida, y que no se la trate con las ceremonias y etiqueta que le corresponden. El emperador José II viajó de incógnito por Italia.

Ejemplos históricos de títulos de incógnito son el de «condesa de Toledo» que usó la reina Isabel II de España durante su exilio o el de «duque de Toledo» que usó el rey Alfonso XIII de España en diferentes viajes y negocios. Un ejemplo de viaje de incógnito es recogido por la Gaceta de Madrid en la siguiente noticia:

El Rey de los belgas ha llegado de incógnito el 17 a Colonia. S.M. viaja bajo el nombre de conde de Ardennes: después de algún descanso ha continuado su camino hacia Wiesvade [sic, por Wiesbaden]
«Noticias extranjeras». Gaceta de Madrid, 1 de noviembre de 1839 (p. 2)

Al viajar bajo el título de «conde de Ardennes», el rey de los belgas evitaba que las autoridades prusianas tuvieran que organizar actos extraordinarios con motivo de la visita de un monarca extranjero.
Fernando García-Mercadal, autor de varios estudios de Derecho dinástico, sostiene que en España los títulos de incógnito están regulados por el Real Decreto 1368/1987, de 6 de noviembre, sobre régimen de títulos, tratamientos y honores de la Familia Real y de los Regentes, cuyo artículo primero establece lo siguiente:

Artículo 1.º
1. El titular de la Corona se denominará Rey o Reina de España y podrá utilizar los demás títulos que correspondan a la Corona, así como las otras dignidades nobiliarias que pertenezcan a la Casa Real. Recibirá el tratamiento de Majestad.

El citado autor indica que esas «dignidades nobiliarias» no pueden ser otras que los tradicionales títulos de incógnito.